# Seila kuiperi
Seila kuiperi is een slakkensoort uit de familie van de Cerithiopsidae. De wetenschappelijke naam van de soort is voor het eerst geldig gepubliceerd in 2006 door Rolán & Pelorce.